# ボワビュシェ・サマーワークショップ
ボワビュシェ・サマーワークショップ (Boisbuchet Summer Workshop) は1994年から著名な建築家、デザイナーやアーティストを招き夏の６月から９月の終わりの秋にかけて開催してきた様々なワークショップ。
参加者は招聘されたクリエーターと寝食を共にしながら一週間から二週間にかけて一緒に作品を制作していくワークショップ。1986年アレキサンダー・フォン・フェゲザックにより荒廃した元貴族のマナーハウスだったフランスレサックで創始され、ジャスパーモリソンらが講師として協力した。指導方法はそれぞれの講師により変わるが、ゆっくりとした時間の中で直接指導を受けることができる。
ボワビュシェは合宿形式のワークショップであり、夏から秋にかけて１ターム１週間から２週間かけて開催され、毎週異なった建築家、アーティストやデザイナーにより指導が行われる。

## ボワビュシェ・サマーワークショップ
ボワビュシェは自然に囲まれた敷地に貴族の館や農場の建物を再生して新たな施設として利用している。その他これまでのワークショップで建築家やデザイナーと共に建設された実験的な建築物があり、それらの建物はツアーで見学して中を見ることができる。講師になるデザイナーや建築家はその前の年に活躍していたり注目された人物が受け持ち、また人気のある講師は毎年教えている。生徒になる参加者のバックグラウンドは様々でありデザインや建築を学んでいる学生だけではなく先生や経営者など様々であり年齢も国籍も関係がない。ワークショップ中はグループに分かれて部屋をシェアする。食事は時間になると大体は外にある大きなテーブルを囲んで皆で食事を取る。また、食事の後はペタンクなどで皆で遊んだり、夜はポーキーズと呼ばれている元豚の屠殺小屋を改装した小さなクラブでみんなで踊ったりして親交を深める。ワークショップ終了後の最後の夜は、ワインが提供され外で火を囲んで参加者で語り合う。

## 主なボワビュシェの講師
- 坂茂
- ロン・アラッド
- Azumi
- 喜多俊之
- マルセル・ワンダース
- カンパーナ兄弟
- フライターグ
- ジャスパーモリソン